# Neritan Ceka
Neritan Ceka (Tirana, 11 de febrero de 1941) es un arqueólogo albanés, profesor y político. Fue ministro de asuntos interiores de Albania desde 27 de julio de 1997 al 18 de abril de 1998.

## Primeros años
Ceka nació en Tirana. Estudió en la escuela superior Qemal Stafa. Es hijo de Hasan Ceka, un prominente arqueólogo albanés, que inspiró a Neritan a cursar la carrera de arqueología.

## Carrera política
Ceka fue miembro fundador del Partido Democrático de Albania y ha participado activamente en política desde 1990.
En 1992, Ceka abandonó el Partido Democrático tras un conflicto con el líder del partido, Sali Berisha. Ceka fundó el Partido Alianza Democrática, que iba a aliarse con el opositor principal del partido demócrata, el Partido Socialista de Albania, en 1997. Ceka fue Ministro del Interior de  27 de julio de 1997 al 18 de abril de 1998, en el gobierno del primer ministro Fatos Nano.

## Obras
Ha escrito varios libros:
- Apollonia: History and Monuments (ISBN 99943-672-5-0)
- Arkeologjia: Greqia, Roma, Iliria con Muzafer Korkuti
- Buthrotum: Its History and Monuments (ISBN 99927-801-2-6)
- Butrint (ISBN 0-9535556-0-7)
- Byllis: Its History and Monuments con Skender Mucaj (ISBN 99943-672-7-7)
- Iliret (ISBN 99927-0-098-X)